# Parafia św. Apostołów Piotra i Pawła w Główczycach
Parafia Świętych Apostołów Piotra i Pawła w Główczycach – rzymskokatolicka parafia w Główczycach. Należy do dekanatu główczyckiego diecezji pelplińskiej. Prowadzą ją salezjanie.
Erygowana w 1946 roku.

## Historia

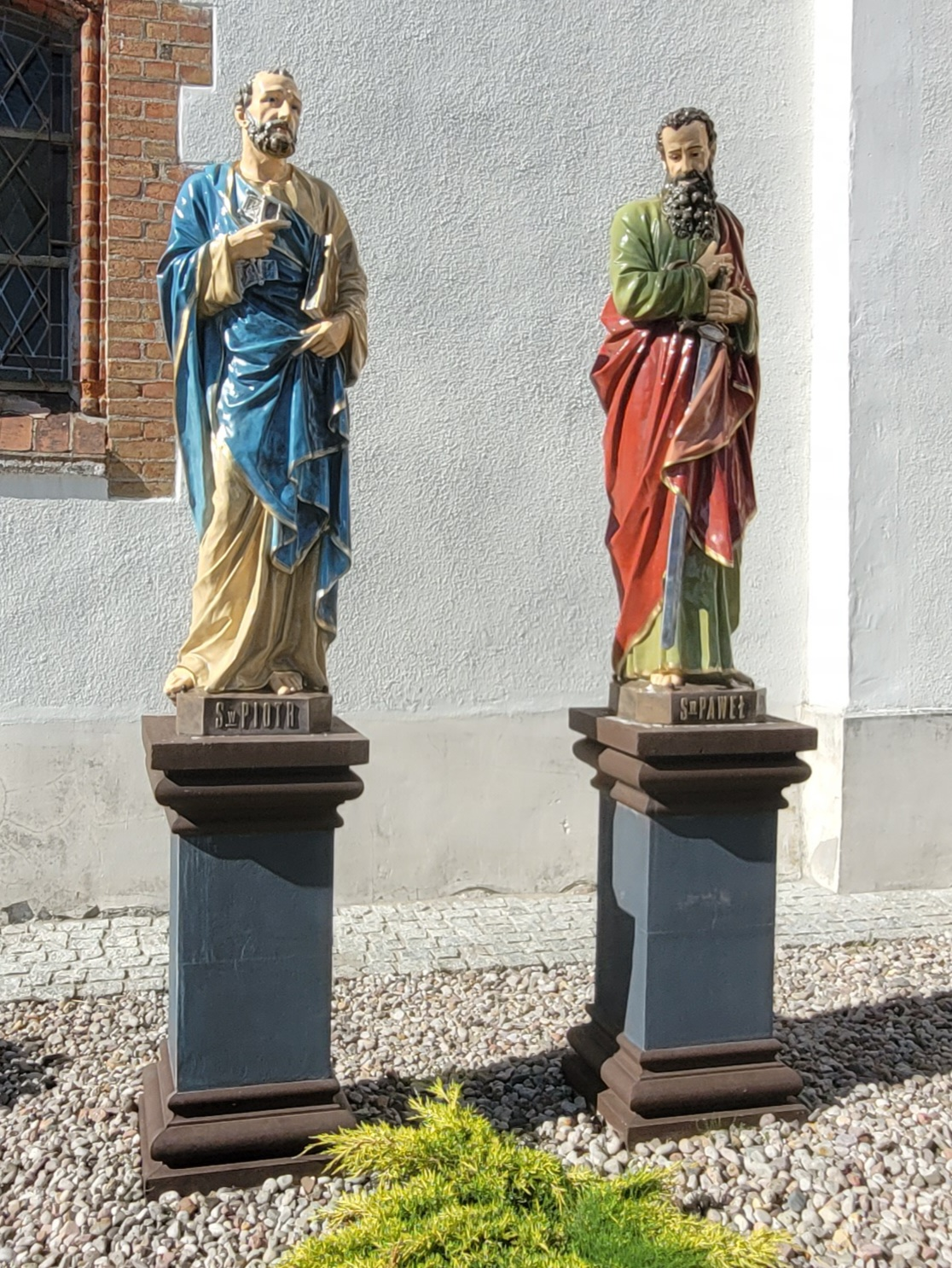
Figury świętych przed kościołem

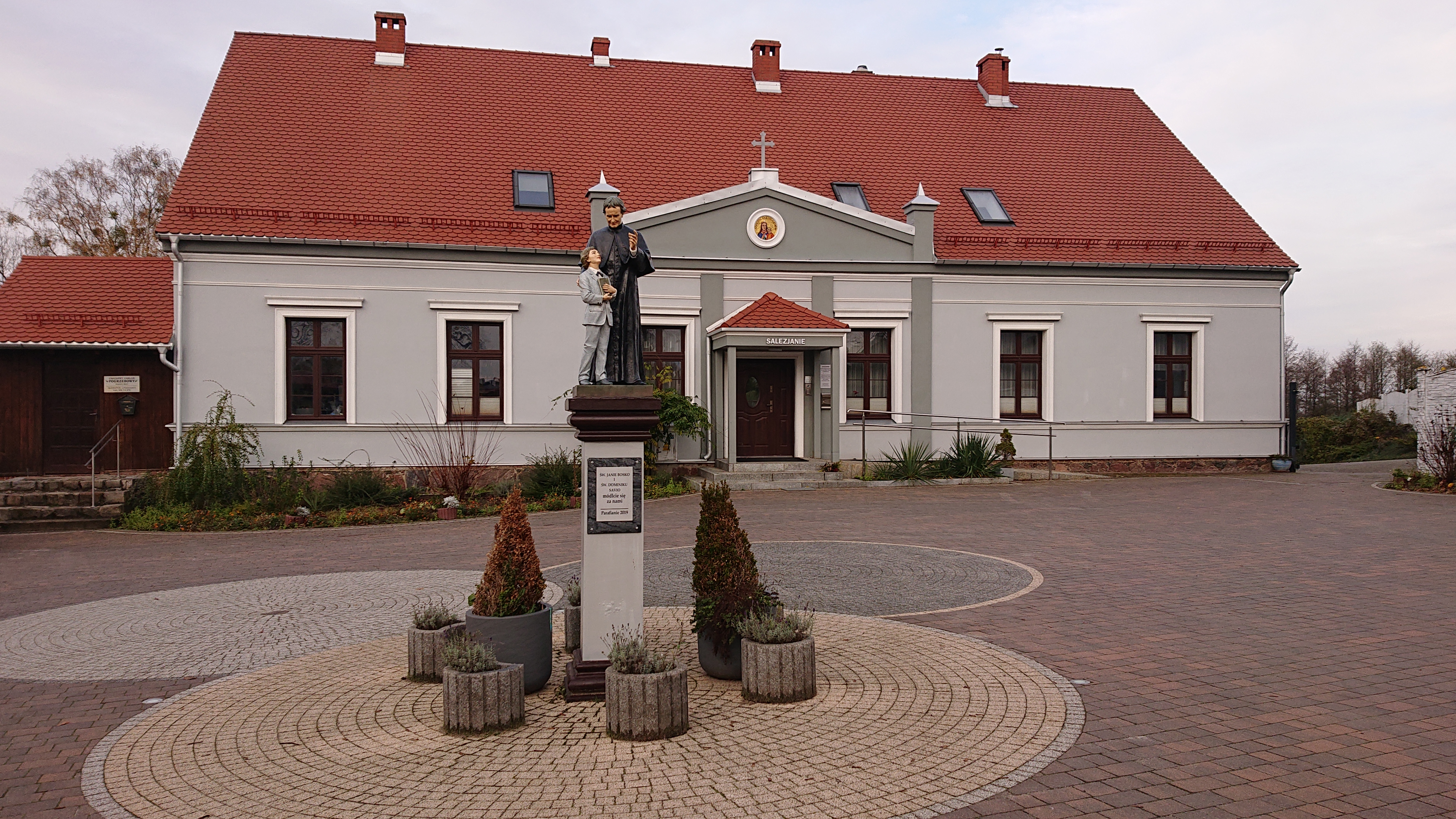
Budynek plebanii, przed nim figura św. Jana Bosko

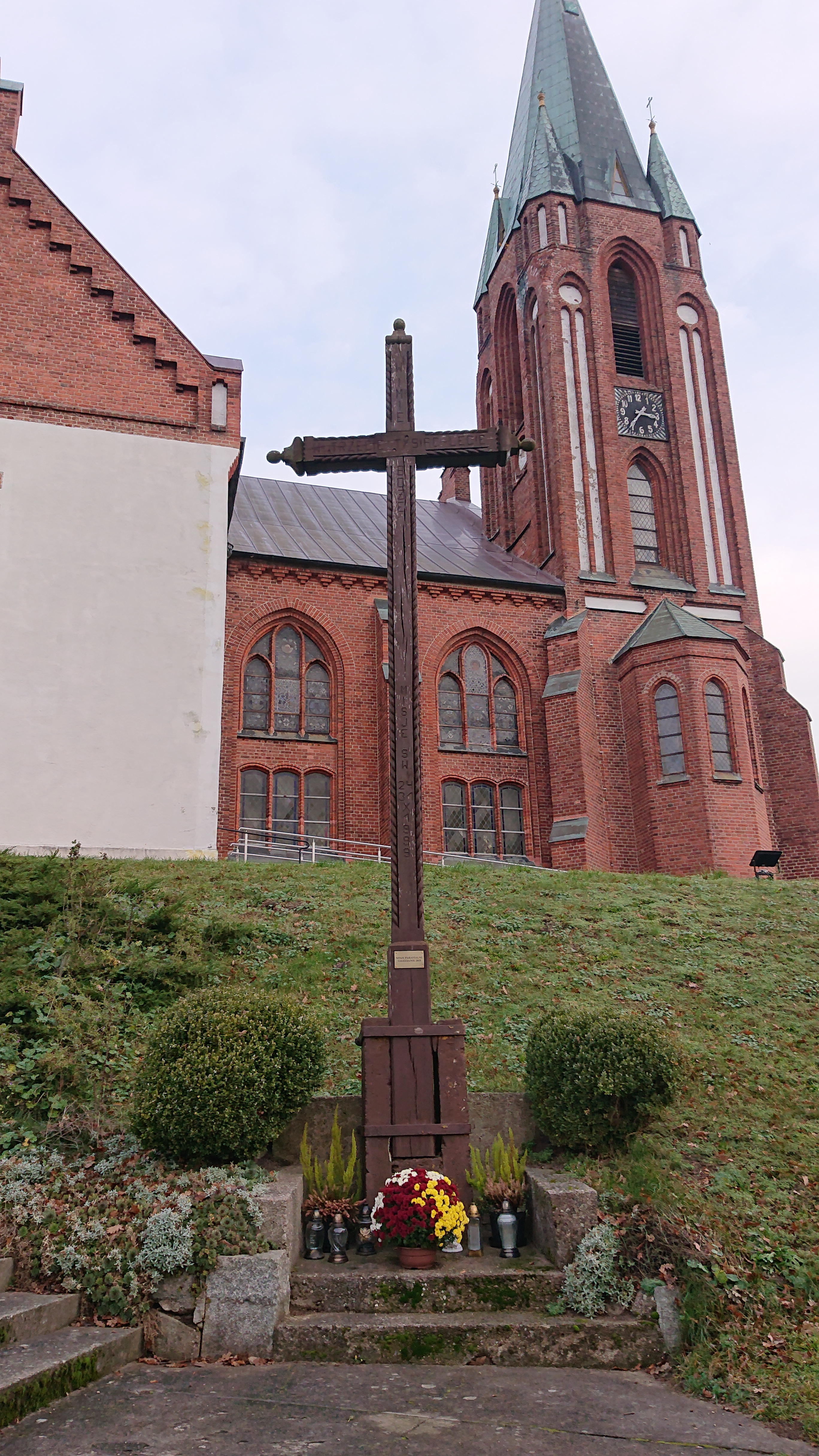
Krzyż misyjny

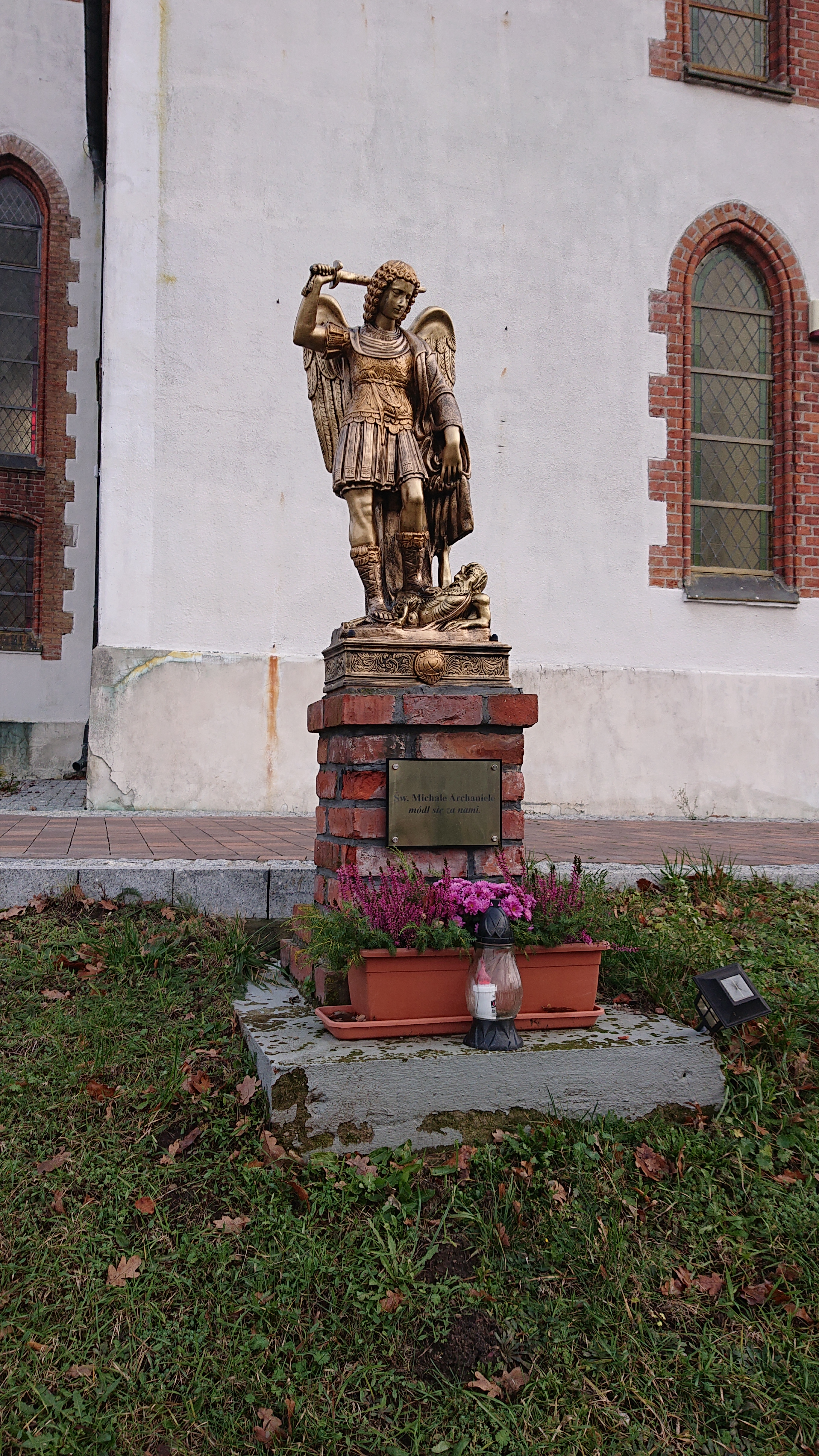
Figura św. Michała Archanioła

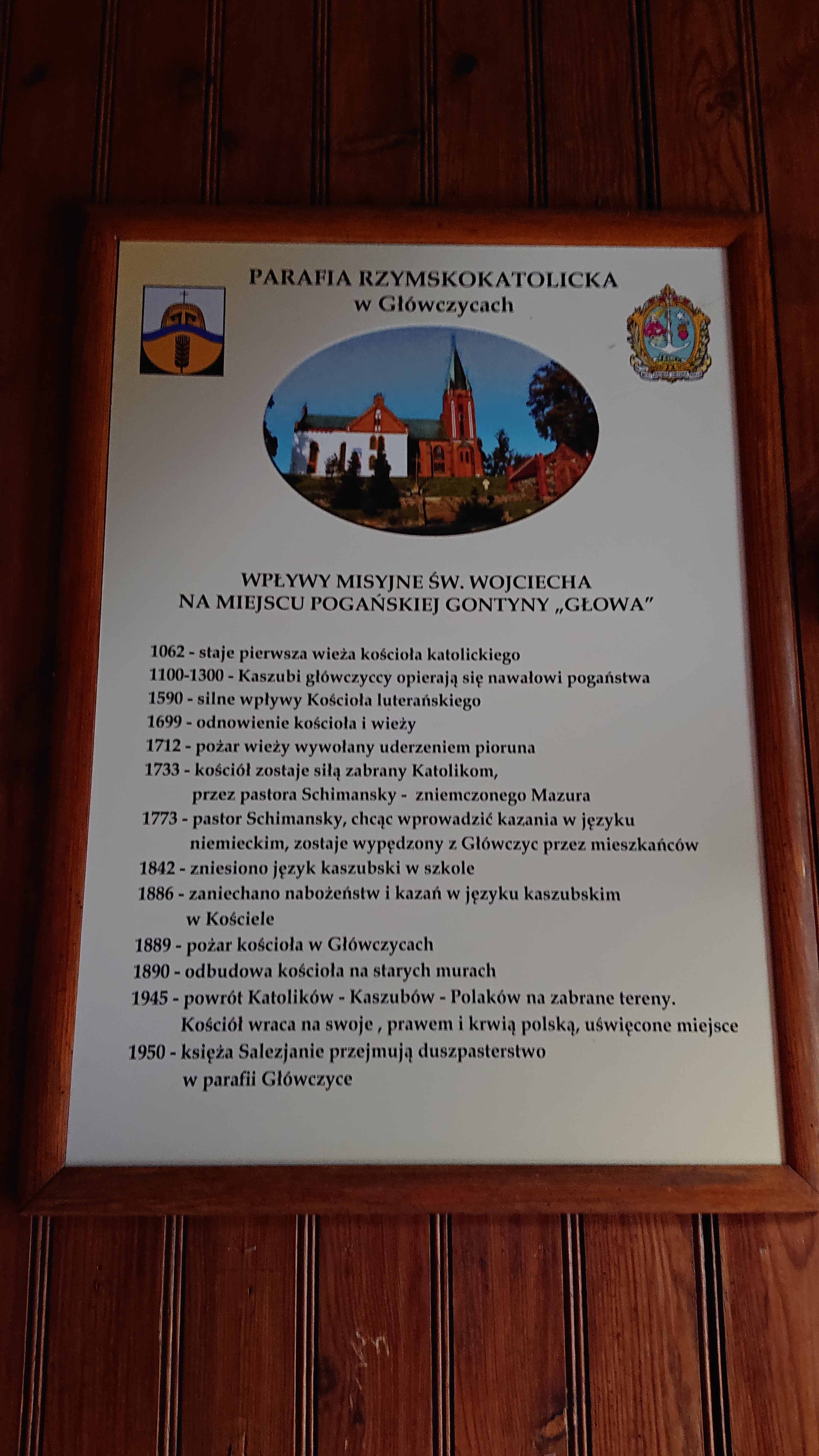
Historia parafii na tablicy informacyjnej w kruchcie kościoła

Przed wprowadzeniem chrześcijaństwa w miejscu kościoła w Główczycach istniał ośrodek kultu pogańskiego. Pierwszą świątynię zbudowano tu w XI wieku, a wieżę kościelną w 1062. W 1595 od parafii odłączono wieś Pobłocie (przyłączono do Cecenowa), a przyłączono Izbicę. Wzmiankowany w 1577 kościół spłonął w 1662. Odbudowano go, a w 1699 wystawiono nową wieżę kościelną. Do głównej nawy w latach 1745–1749 dobudowano nawy boczne.
W 1773 społeczność Główczyc wypędziła pastora Petrusa Schimańskiego, który chciał wprowadzić kazania w języku niemieckim. W 1829 w mszach w języku kaszubskim brało udział 2/3 mieszkańców wsi, w 1835 – 1/3, zaś w 1886 nabożeństwa i kazania po kaszubsku zlikwidowano.
W 1889 kościół parafialny spłonął z całym niemal wyposażeniem. Zachował się tylko puchar z 1712, dzbanek z 1729 i srebrny talerz z ornamentem.
Współczesny kościół został zbudowany w 1881 na miejscu poprzedniego. Fundatorami świątyni byli Putkamerowie, właściciele wsi. Świątyni nadano wezwanie św. Apostołów Piotra i Pawła. Urząd proboszczów sprawowali ewangelicy, była to bowiem parafia luterańska.
W 1912 do parafii należały wspólnoty w Główczycach i Izbicy.
W drugiej połowie XIX wieku powstał budynek plebanii. Postawiono go częściowo z cegły, częściowo z muru pruskiego. W tym czasie powstał przykościelny cmentarz. Współcześnie ma formę lapidarium z kamiennym pomnikiem z 1999 ku pamięci zmarłych.
W 1940 w skład wchodziło 13 wsi. Parafia liczyła 6228 osób zgromadzonych we Wspólnocie Kościelnej w Izbicy oraz wspólnotach lokalnych w Wielkiej Wsi, Klęcinie, Równie, Rumsku, Rzuszczach, Skórzynie, Wykosowie, Warblinie, Siodłoniach, Cieminie, Szczypkowicach. Część parafian mieszkała w okolicach jeziora Łebsko w powiecie lęborskim.
Po zajęciu powiatu słupskiego przez wojska radzieckie (1945), mimo że Kościół ewangelicki w regionie przestał funkcjonować, w Główczycach działalność duszpasterską nadal prowadził superintendent Johannes Bartel. Dłużej działali luterańscy lektorzy. Następnie kościół stanowił filiał Ewangelicko-Augsburskiej Parafii pw. Św. Krzyża w Słupsku. Pracowali tu duszpasterze ze Słupska.
Po przejęciu przez katolików parafią od maja 1946 do grudnia 1949 administrowali dwaj oblaci. W 1950 oficjalnie objęli kościół parafialny w Główczycach oraz kościoły filialne. Zastępczo parafią administrował ks. Wojciech Malinowski – proboszcz parafii Zagórzyca. W lutym 1950 pracę duszpasterską w Główczycach podjął jezuita o. Stanisław Mirek, po trzech tygodniach został aresztowany za działalność w Armii Krajowej. Kiedy w 1950 r. ks. Z. Kęsy przejął kościół parafialny oraz przynależny parafii od 1945 kościół filialny pw. św. Józefa w Izbicy, obiekty były dostosowane do sprawowania katolickich nabożeństw.
W 1950 posługę duszpasterską przejęli salezjanie. Liczba wiernych wynosiła wówczas 1917, a w 1959 – 2327 osób. W latach 1946–1947 na teren parafii sprowadzili się osadnicy z zachodniej części Kurpi Zielonych, z Północnego Mazowsza, Kieleckiego, Poznańskiego, Wileńszczyzny, Kaszub, Wołynia, Lwowskiego, Kujaw i Bieszczadów.
Pierwotnie do parafii Główczyce należały miejscowości, które znalazły się później w obrębie wydzielonych z niej parafii Stowięcino i Cecenowo.
W 1977 erygowano salezjański dom zakonny. Na przełomie lat 80. i 90. XX wieku przy plebanii wystawiono obiekty przeznaczone na rekolekcje Ruchu Światło-Życie. Po transformacji polityczno-ustrojowej w Polsce, staraniem duszpasterzy z Główczyc, powstały nowe kościoły filialne: w Będziechowie i w Szczypkowicach.
W pobliżu kościoła stoi figura Maryi, którą wyeksponowano na kamiennym postumencie wykonanym z zachowanych elementów pomnika poświęconego mieszkańcom Główczyc poległym w I wojnie światowej. Pierwotnie stała tu figura żołnierza ze sztandarem. Nie zachowały tablice z inskrypcjami.
Z parafii pochodzi trzech kapłanów: ks. Henryk Łącki SDB, ks. Piotr Pączkowski SDB i ks. Damian Okroj SDB.

## Kościoły filialne
- Św. Józefa – Izbica
- MB Wspomożenia Wiernych – Będziechowo
- Najświętszego Serca Pana Jezusa – Szczypkowice[1]

## Miejscowości
- Będziechowo
- Borek Skórzyński
- Ciemino
- Dochowo
- Dochówko
- Gać
- Gorzysław
- Izbica
- Klęcinko
- Klęcino
- Równo
- Rumsko
- Rzuski Las
- Rzuszcze
- Siodłonie
- Skórzyno
- Szczypkowice
- Święcino
- Warblino
- Wielka Wieś
- Wykosowo
- Zagórne
- Zgierz[1]

## Proboszczowie
- Zdjęcia proboszczów w budynku plebanii

ks. Józef Gołąbek (1946–?)
- ks. Piotr Purgoła (?–1949)
- ks. Stanisław Mirek (1950)
- ks. Zygmunt Kęsy SDB (1950–1959)

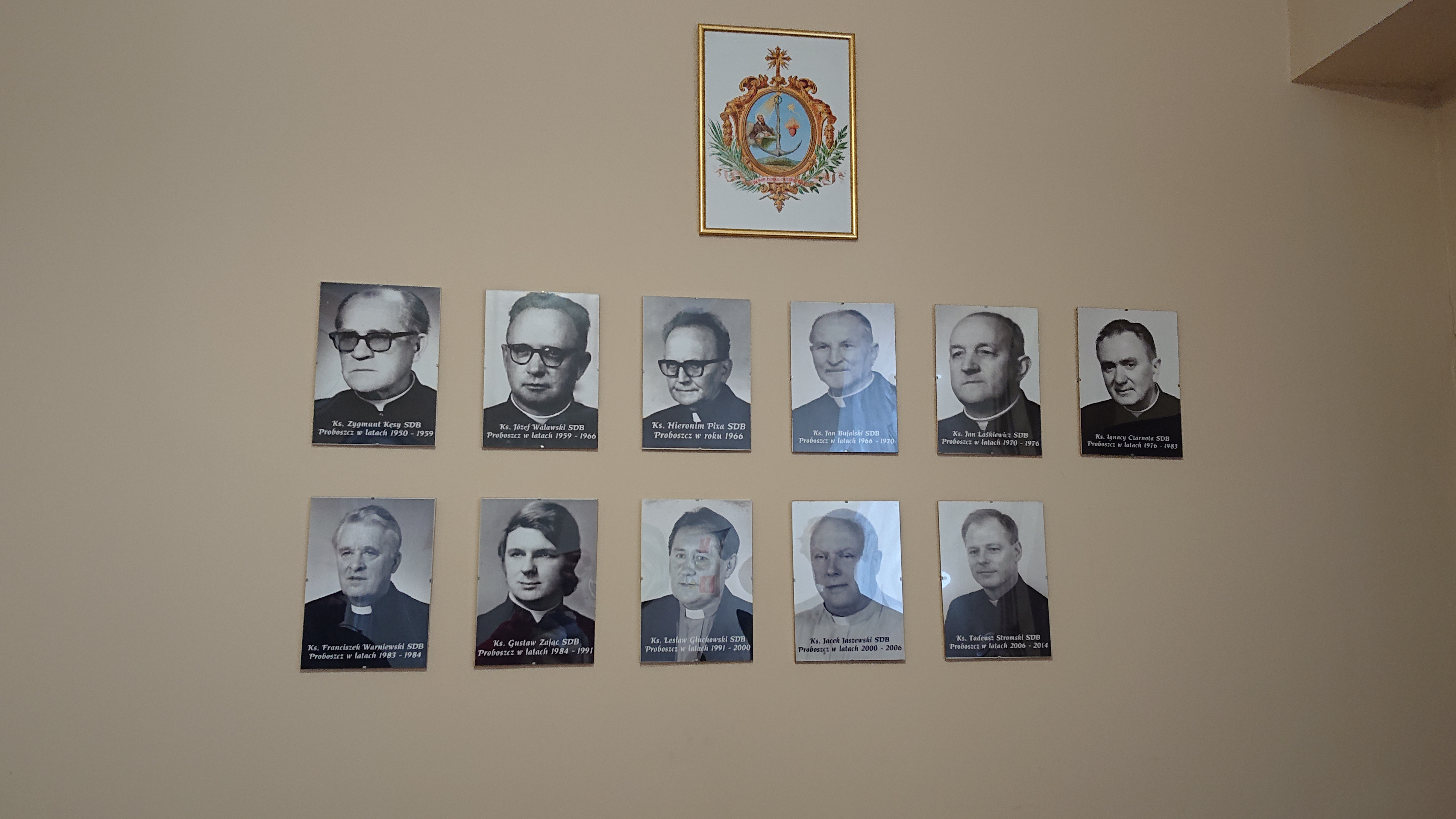
Zdjęcia proboszczów w budynku plebanii

- ks. Józef Walawski SDB (1959–1966)
- ks. Hieronim Pixa SDB (1966)
- ks. Jan Bujalski SDB (1966–1970)
- ks. Jan Laśkiewicz SDB (1970–1976)
- ks. Ignacy Czarnota SDB (1976–1983)
- ks. Franciszek Warniewski SDB (1983–1984)
- ks. Gustaw Zając SDB (1984–1991)
- ks. Lesław Głuchowski SDB (1991–2000)
- ks. Jacek Jaszewski SDB (2000–2006)
- ks. Tadeusz Stromski SDB (2006–2014)
- ks. Grzegorz Stępniak SDB (2014–2023)
- ks. Grzegorz Siwak SDB (2023–2025)[1]
- ks. Dariusz Presnal SDB (2025–)[1][9]